# Спинени (Јаши)
Спинени (рум. Spineni) насеље је у Румунији у округу Јаши у општини Андриешени. Oпштина се налази на надморској висини од 56 m.

## Становништво
Према подацима из 2002. године у насељу је живело 648 становника, од којих су сви румунске националности.